# Hakea platysperma
Hakea platysperma är en tvåhjärtbladig växtart som beskrevs av William Jackson Hooker. Hakea platysperma ingår i släktet Hakea och familjen Proteaceae. Inga underarter finns listade i Catalogue of Life.